# Abílio Barreto
Abílio Velho Barreto (Diamantina, 22 de outubro de 1883 — Belo Horizonte, 17 de julho de 1959) foi um escritor, poeta, jornalista, político e historiador brasileiro.

## Biografia

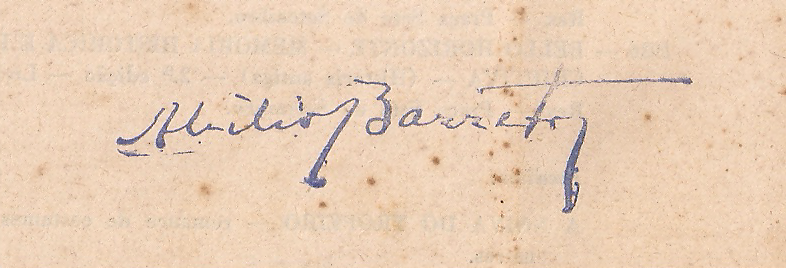
Assinatura de Abílio Barreto

Filho de Francisco José Velho Barreto e de D. Josefina Vieira Barreto, ingressou na escola Nossa Senhoro do Rosário, onde traçava os primeiros versos. Transferiu-se em fins de 1895 para Belo Horizonte, então um canteiro de obras administradas pela Comissão Construtora da Nova Capital. Foi distribuidor dos dois primeiros jornais fundados ali, o "Bello Horizonte" e "A Capital". Em seguida, sucessivamente, trabalhou como caixeiro no comércio e foi aprendiz tipográfico.
Em 1898 foi admitido na Imprensa Oficial, onde fez carreira como tipógrafo, revisor e redator interino do jornal "Minas Gerais", enquanto prestava os cursos preparatórios. Adotou o pseudônimo de Francisco Amado Jr ao publicar "Versos de um Autor Anônimo", em 1900. Cinco anos depois fez sua estreia na literatura com "Vernais", seguida de "Coralinas" (1909), em que apareceram os primeiros sonetilhos à moda B. Lopes, estilo que marcaria a sua produção.
Foi repórter da "Folha Pequena", colaborando em quase todos os jornais e revistas que ali foram surgindo. Fundou o "Diário de Notícias", com Vasco Azevedo, e a Folha do Dia, com Soares Brandão, em ambas as repartições se tornando um redator secretário. Fundou associações literárias e beneficentes.
Em 1924 foi promovido a primeiro oficial do Arquivo Público Mineiro, cargo no qual se aposentou em 1934. No ano seguinte, passou a dirigir o Arquivo Municipal e, ainda nessa função, em 1941, foi convidado pelo então prefeito Juscelino Kubitschek para organizar o Museu Histórico de Belo Horizonte, onde se tornou diretor. Abílio tornou-se membro da Academia Mineira de Letras na sucessão da cadeira de nº 18 pertencente a Estevam de Oliveira, em 1927. Nessa época conheceu ampla notoriedade como historiador e poeta ruralista. Veio a falecer em 17 de julho de 1962 e, logo após, o município decidiu homenageá-lo mudando o nome do museu para Museu Histórico Abílio Barreto.
Publicou ainda: "Matizes" (1910); "Liz" (1912); "O Avô" (1912), peça teatral em um ato; "Viagens e Conferências" (1914); "Cromos" (1918), que viria a se tornar um recorde de vendagem após 1.000 edições se esgotarem em poucas semanas; "A Última Serenata" (1931), dedicada à perda da esposa; "A Noiva do Tropeiro" (1942), em que estreou como romancista. Até 1952 a obra "Cromos" ganharia uma 4ª edição aumentada, com acréscimo dos sonetilhos da obra "Coralinas" alterados nas estrofes.
Como historiador publicou: "Livro das Cartas e Requerimentos: Modelos de Correspondência" (1921); "Belo Horizonte: Memória Histórica e Descritiva" (1928), "Urbo Belo Horizonte" (1949) e "Resumo Histórico de Belo Horizonte - 1701-1947" (1950). O biógrafo Augusto Fernandes publicou, em 1950, "Nobre Vida", contando a sua história. Deixou sem publicar: "Sua Excelência o Amor", comédia em três atos.

## Estilo
Abílio publicou obras sobre a história do município, sendo elas: "Belo Horizonte: Memória Histórica e Descritiva – História Antiga"; "História Média" e "Resumo Histórico de Belo Horizonte". Sua obra "Cromos" garantiu-lhe o renome com a excepcional vendagem nas edições seguintes, tornando-o um dos principais autores mineiros em sua época. Nos seus poemas, Abílio abordava assuntos com minúcia na descrição, sempre enfatizando o amor e seus conflitos, seja no relacionamento, na vida sexual ou no trato com pessoas mantidas a um certo grau de parentesco.
A linguagem que trazia para os seus versos provinha de uma estética concretista, onde procurava expressar o mínimo de sentimento por meio dos parâmetros de uma escola realista, nos moldes da linguagem difundida ainda nos primórdios do Parnasianismo: a preocupação de matizar, de esboçar um quadro em seus versos para então atingir a perfeição e associá-la ao foco de uma mensagem propriamente dita. Estaria, em sua época, associado a uma escola pós-realista em meio à realidade do Modernismo.

## Obras
| Poesia | Poesia                     | Poesia                        | Poesia |
| Ano    | Título                     | Editora                       | Pg     |
| ------ | -------------------------- | ----------------------------- | ------ |
| 1900   | Versos de um Autor Anônimo | Edição do autor               | -      |
| 1905   | Vernais                    | Imprensa Oficial              | -      |
| 1909   | Coralinas                  | Imprensa Oficial              | 128p   |
| 1910   | Matizes                    | Imprensa Oficial              | -      |
| 1912   | Luz                        | Imprensa Oficial              | -      |
| 1918   | Cromos (1ª edição)         | Imprensa Oficial              | 153p   |
| 1924   | Cromos (2ª edição)         | Oliveira Costa & Cia.         | 176p   |
| 1927   | Romance Antigo" (Poemeto)  | Academia Brasileira de Letras | 28p    |
| 1931   | A Última Serenata          | Oliveira Costa & Cia.         | 147p   |
| 1945   | Cromos (3ª edição)         | Oliveira Costa & Cia.         | 223p   |

| Teatro | Teatro | Teatro           | Teatro |
| Ano    | Título | Editora          | Pg     |
| ------ | ------ | ---------------- | ------ |
| 1912   | O Avô  | Imprensa Oficial | 93p    |

| Crítica | Crítica                                            | Crítica                                         | Crítica |
| Ano     | Título                                             | Editora                                         | Pg      |
| ------- | -------------------------------------------------- | ----------------------------------------------- | ------- |
| 1928    | Belo Horizonte - Memória Histórica e Descritiva    | Oliveira Costa & Cia.                           | 760p    |
| 1942    | A Noiva do Tropeiro: Romance dos Costumes Mineiros | Difusão Cultural                                | 294p    |
| 1949    | Urbo Belo Horizonte                                | Instituto Brasileiro de Geografia e Estatística | 915p    |
| 1950    | Resumo Histórico de Belo Horizonte - 1701-1947     | Imprensa Oficial de Minas Gerais                | 342p    |